# Geflügeltes Symbol (Achämenidenreich)

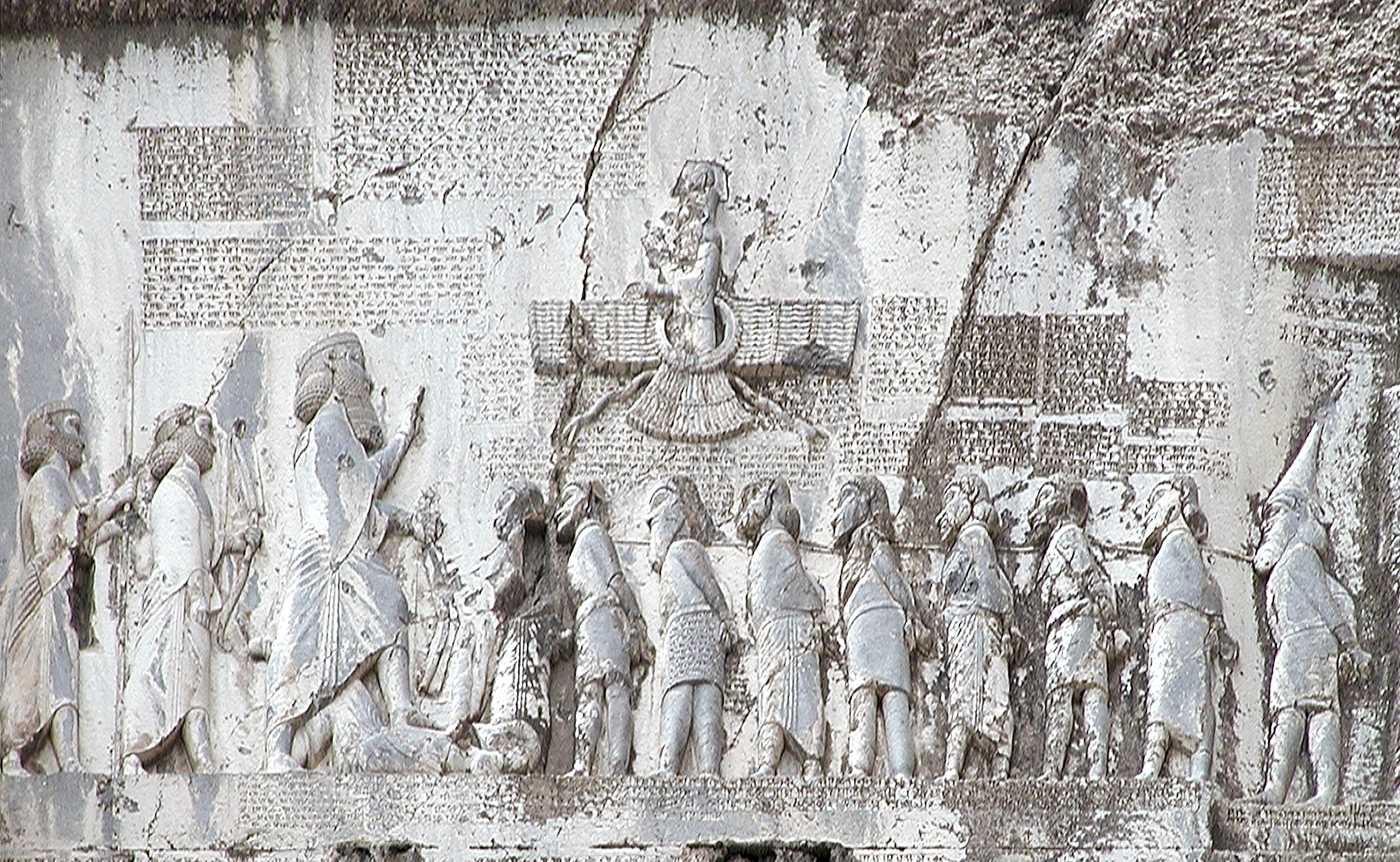
Figur in einem geflügelten Ring auf dem Relief von Behistun

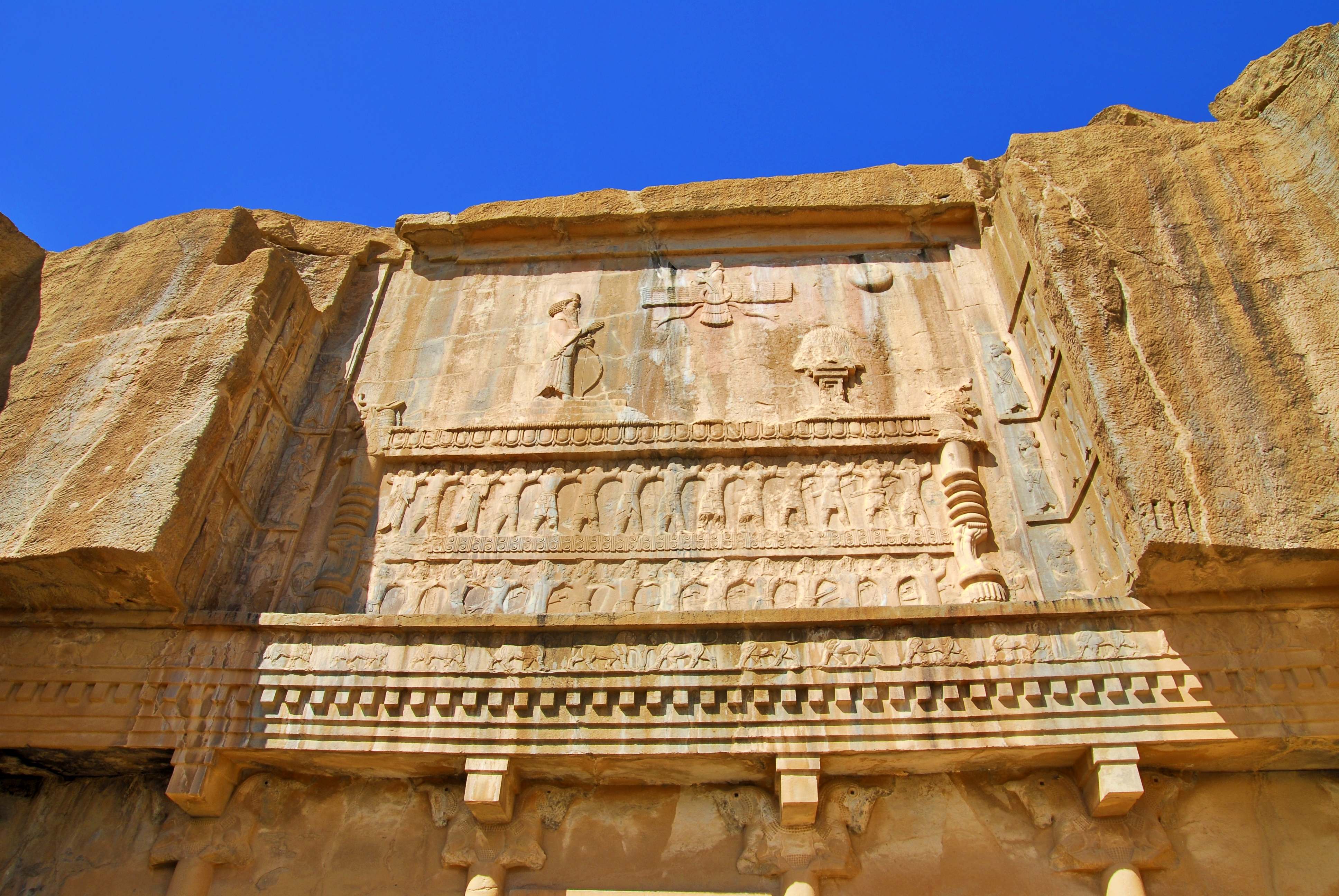
Figur in einem geflügelten Ring auf dem Relief des Grabmals von Xerxes I. in Naqsch-e Rostam

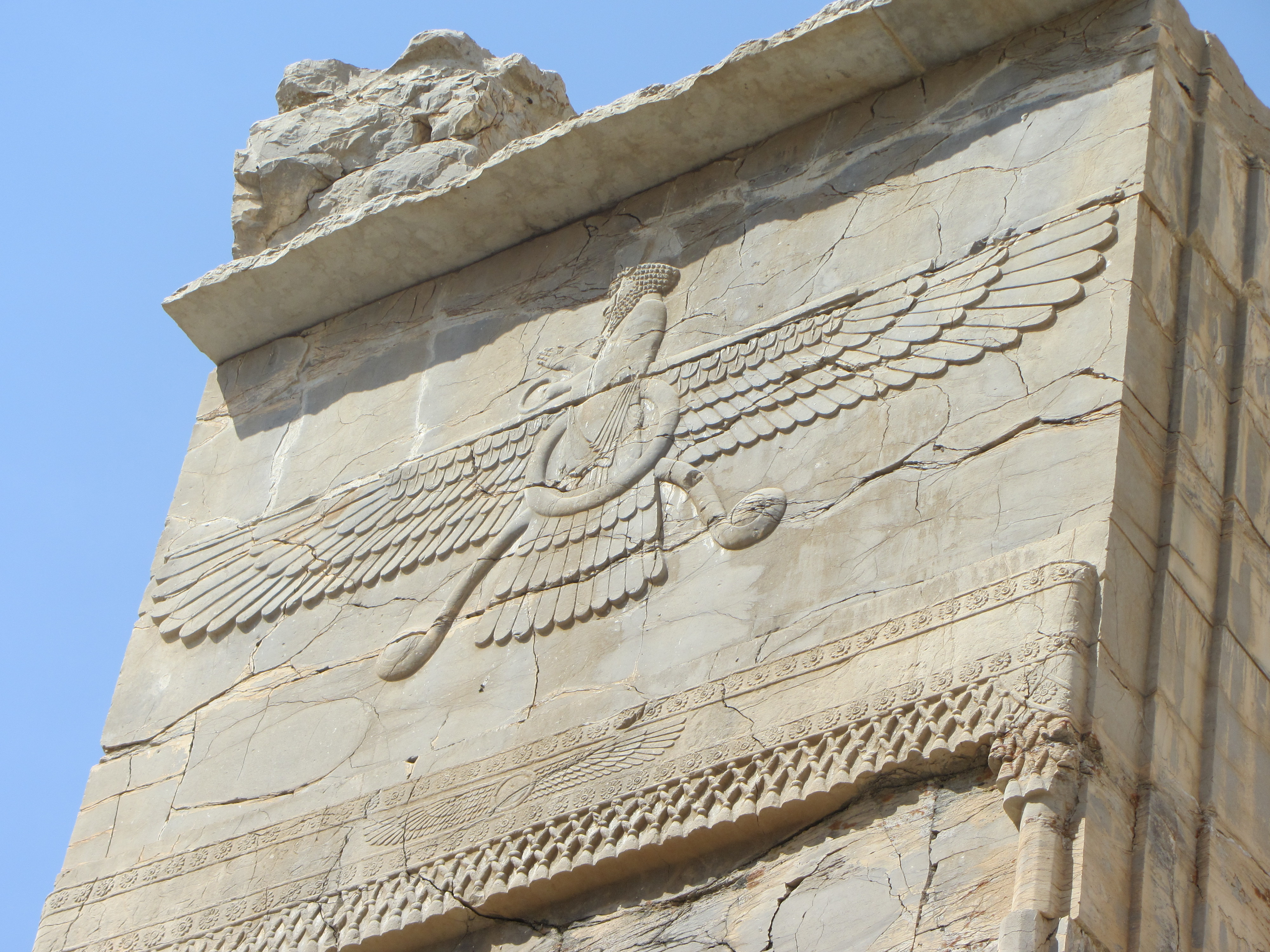
Figur in einem geflügelten Ring im Eingang zum zentralen Gebäude in Persepolis

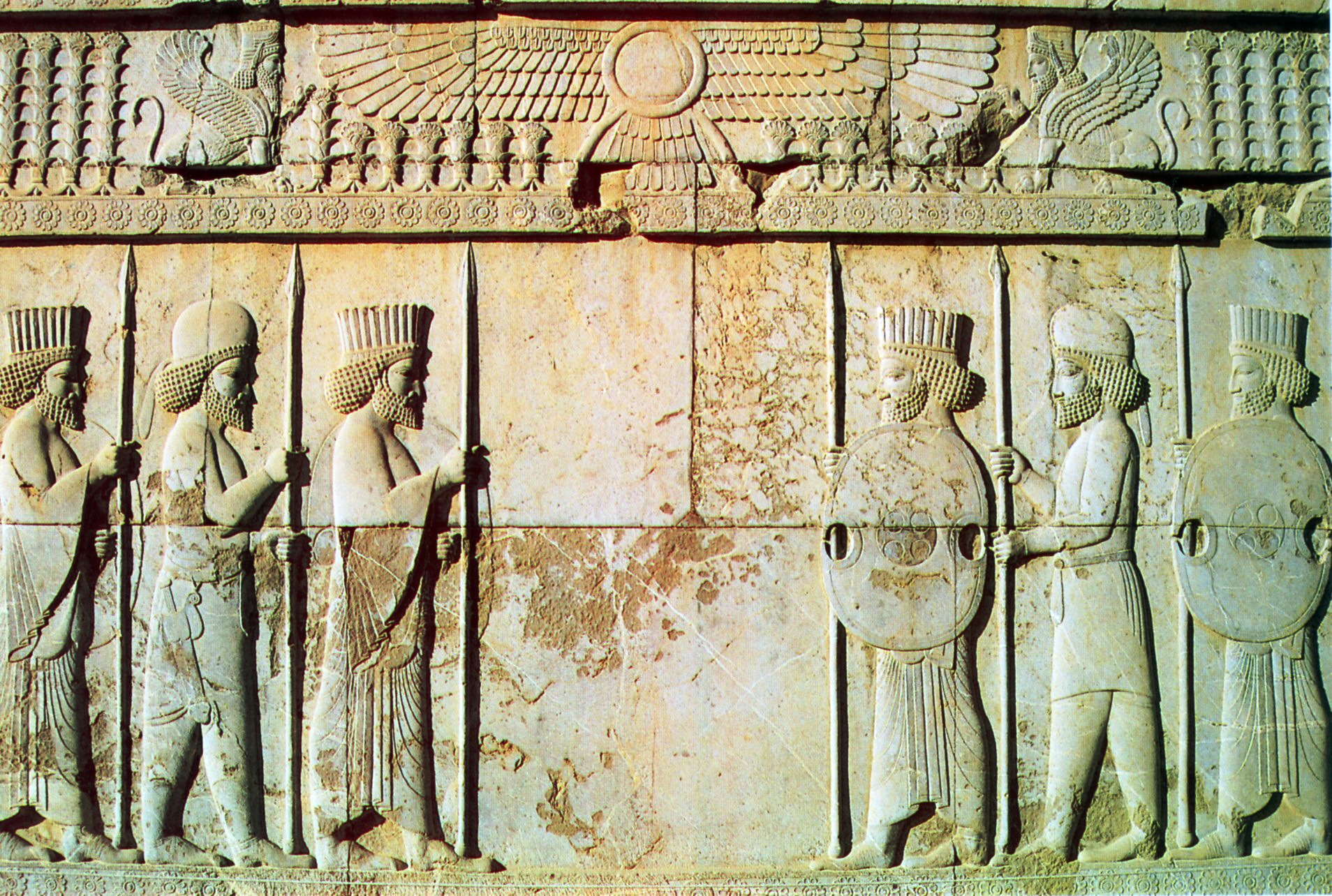
Apadana-Halle. Der obere rekonstruierte Teil zeigt den geflügelten Ring mit eingebetteter Scheibe

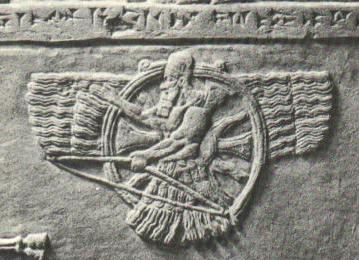
Zum Vergleich das Symbol aus der neuassyrischen Zeit

Das geflügelte Symbol aus der Zeit der Achämeniden ist in vielen Varianten überliefert. Die bekannteste Darstellung ist die Figur in einem geflügelten Ring auf den monumentalen Reliefskulpturen von Behistun und Naqsch-e Rostam. Die kunstvollste Wiedergabe ist am Eingang zum zentralen Gebäude in Persepolis zu sehen. Die meisten Varianten des geflügelten Symbols stammen aus den Verwaltungsarchiven von Persepolis.
Das geflügelte Symbol ist ein Erbe der assyrischen Könige, beinhaltet ein wichtiges elamisches Konzept und lässt Raum für die iranische Götterwelt, die über die Verwaltungsarchive von Persepolis überliefert ist.
Die Frage nach der Identität der Figur in einem geflügelten Ring ist eines der meistdiskutierten Themen der vorderasiatischen Forschung zum Achämenidenreich.